# New Washington (Ohio)
Pour les articles homonymes, voir New Washington.
New Washington est un village américain situé dans le comté de Crawford, dans l'Ohio. Selon le recensement de 2010, sa population est de 967 habitants.